# الفرن (فلم)
الفرن فيلم دراما مصري من إنتاج عام 1984.الفيلم من إخراج إبراهيم عفيفي وتأليف أحمد عبد السلام ومن بطولة عادل أدهم، يونس شلبي ومعالي زايد.

## ملخص الفيلم
توصى فوزية ابنها عوض بالبحث عن المعلم داغر لاسترداد حق أبيه المغتصب منه، يمتلك داغر فرنا يعاونه على إدارته صابر ويسيطر على أهل الحى بجبروته، يطمع في اغتصاب طعمة ابنة صابر ليلة زفافها، لكنه يفشل وتطلق من زوجها الذي لا يتمكن من حمايتها. يعمل عوض بالفرن ويحب طعمة ويطلعها على سره ويتفقان على التعاون ضد داغر. يحرر محضرًا بمعرفة مباحث التموين عن مخالفات الفرن، ويقر صابر بأن عوض صاحب الفرن بالاتفاق مع داغر حيث حرر عقد بيع بتاريخ قديم لكى يسجن عوض بدلاً من داغر، يحكم على عوض بالحبس ثم يفرج عنه ليكتشف داغر ضياع الفرن وطعمة منه باعتبار أن الفرن ملك لعوض يقوم صابر بقتل داغر ويستعيد عوض حقوقه.

## طاقم العمل
- عادل أدهم بدور (داغر الشهاوي)
- يونس شلبي بدور (الشحات/عوض)
- معالي زايد بدور (طعمة )
- عبدالمنعم إبراهيم بدور (خليل الوزير/صابر حزير)
- نبيل الهجرسي بدور (عبده كتانيلا)
- شريفة ماهر بدور (حسنية)
- نادية الكيلاني بدور (وداد)

## وصلات خارجية
- مقالات تستعمل روابط فنية بلا صلة مع ويكي بيانات